# Битва при Торвиолле
Битва при Торвиолле, также известная как Битва при Нижней Дибре, — первое сражение, произошедшее 29 июня 1444 года между албанскими повстанцами под командованием Скандербега и османской армией на равнине Торвиолл, на территории современной Албании.
Албанский лидер Скандербег был османским военачальником, который решил вернуться на родину и взять в свои руки бразды правления новой албанской коалицией против Османской империи. Он вместе с отрядом из трехсот албанцев, сражавшимся в битве при Нише (3 ноября 1443 года), дезертировал из османской армии, чтобы направиться в Крую, которая быстро была взята при поддержки местных жителей. Затем он создал Лежскую лигу, конфедерацию албанских князей, направленную против Османской империи. Османский султан Мурад II (1421—1444, 1446—1451) осознав угрозу, отправил одного из своих самых опытных полководцев, Али-пашу, во главе большой армии, чтобы подавить новое албанское восстание.
Скандербег ожидал ответной реакции, поэтому он двинулся с 15 000 своих воинов для отражения османской армии Али-паши. Они встретились на равнине Торвиолл, где разбили лагерь друг против друга. На следующий день, 29 июня, Али-паша вышел из своего лагеря и увидел, что Скандербег расположил свои войска у подножия холма. Ожидая быстрой победы, Али-паша приказал всем своим войскам спуститься с холма, атаковать и разгромить армию Скандербега. Последний ожидал такого манёвра и сам применил хитрость. Как только противоборствующие силы вступили в бой, Скандербег приказал своим воинам, спрятавшимся в лесах позади османской армии, ударить в тыл противника. Османская армия была разгромлена, а её главнокомандующий едва не был убит.
Эта победа подняла боевой дух христианских лидеров Европы и была признана великой победой над мусульманской Османской империей. С османской стороны султан Мурад II понимал, какое влияние коалиция албанских князей во главе со Скандербегом окажет на других османских вассалов, и продолжал принимать меры, чтобы победить его, что привело к двадцатипятилетней войне против Скандербега и 37-летней войне против Лежской лиги, в которой в большинстве сражений албанцы были победителями.

## Исторический фон
Георгий Кастриоти (по-турецки — Скандербег) (1405—1468), один из четырёх сыновей албанского князя Гьона Кастриоти (? — 1437), был вассалом Османской империи и служил в качестве кавалерийского командира (командовал отрядом сипахи). После его участия в битве при Нише (1443), где турки-османы потерпели поражение, Скандербег дезертировал из османской армии и вернулся на родину вместе с 300 албанцами. Подделав письмо султана Мурада II коменданту крепости Круя, Скандербег в ноябре 1443 года стал правителем этой крепости . Вскоре Скандербег пригласил всех дворян Албании на встречу в приморском городе Алессио (Лежа), принадлежавшем Венеции, 2 марта 1444 года. Город Лежа был избран местом съезда, потому что этот город когда-то был столицей семьи Дукаджини, а также чтобы побудить Венецианскую республику оказать помощь албанскому восстанию . Среди дворян, которые присутствовали были Георгий Арианити, Пал Дукаджини, Андрей Топия, Лека Душмани, Теодор Корона Музаки, Пётр Спани, Лека Захария и др. Здесь была создана Лежская лига, конфедерацию всех крупных албанских князей, объединившихся против Османской империи. Главнокомандующий лиги был избран Скандербег. Первый военный вызов лиге был брошен весной 1444 года, когда разведчики Скандербега сообщили, что османская армия планирует вторжение в Албанию. Скандербег стал готовиться к отражению вражеского вторжения.

## Кампания

### Прелюдия

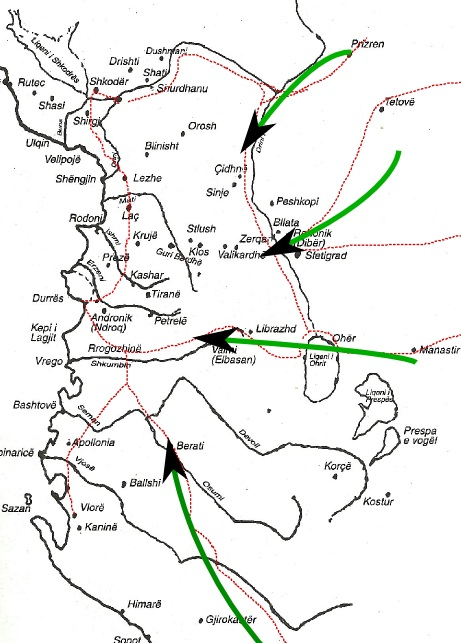
Основные дороги через Албанию и наиболее распространенные маршруты вторжения османских армий.

Али-паша, один из самых любимых военачальников султана Мурада, покинул Ускюб (Скопье) в июне 1444 года с армией из 25 000-40 000 солдат и двинулся к границам Албании. Лежская лига под командованием Скандербега смогла собрать войско из 15 000 человек (8000 кавалерии и 7000 пехоты). Затем Скандербег и его армия направились к запланированному месту сражения в Нижней Дибре, которое считается равниной Шумбат, тогда называвшейся равниной Торвиолл, к северу от города Пешкопия. По пути туда он прошел через долину Черного Дрина и оказался в том месте, где ожидалось появление турок-османов. Скандербег сам выбрал равнину: она была длиной 11,2 километра и шириной 4,9 километра, окруженная холмами и лесами. В лагере возле Торвиолл, Скандербег разместил 3 тысячи воинов под командованием пяти командиров, Хамза Кастриоти, Музаки из Ангелины, Захария Гропа, Петра Эммануэли и Гьона Музаки, в окрестных лесах с приказом атаковать османские фланги и тыл только после данного им сигнала. Пока Скандербег готовил свою засаду, турки-османы под командованием Али-паши прибыли и расположились лагерем напротив его войск. В ночь перед битвой османы праздновали наступление нового дня, в то время как албанцы потушили все свои костры, а те, кто не был на страже, были направлены на отдых. Османские отряды подходили к албанскому лагерю и провоцировали воинов Скандербега, но те сохраняли спокойствие. Скандербег послал разведывательный отряд, чтобы получить информацию об османской армии, и приказал своей кавалерии вступить в небольшие стычки.

### Албанская позиция
Утром 29 июня Скандербег собрал свою армию для сражения. Помимо 3000 воинов, спрятанных в засаде, Скандербег оставил ещё 3 000 резервных сил под командованием Враны Конти. Албанская армия была расположена в форме полумесяца, изогнутого внутрь. Албанцы были разделены на три группы, каждая из которых состояла из 3000 человек. Все они были размещены у подножия холма, с намерением заманить османскую конницу в атаку вниз по склону. Албанским левым крылом командовал Тануш Топия с 1 500 всадниками и таким же количеством пехотинцев. На правом фланге Скандербег поместил Моиса Арианити Големи с такими же силами, как у Тануша Топия. Перед флангами были размещены пешие лучники, чтобы заманить османов. В центре находилось 3000 человек под командованием Скандербега. Тысяча всадников были размещены перед главной дивизией с приказом остановить начальную атаку турецкой кавалерии. Такое же количество лучников, обученных сопровождать лошадей, было помещено рядом с этими всадниками. Основная часть пехоты, которой командовал Айдино Музаки, была размещена позади лучников.

### Битва
После того как армия была собрана, Скандербег не позволял трубам подавать сигнал к битве, пока не увидел приближающегося Али-пашу. Османская конница бросилась в атаку, но была отброшена албанцами и отступила. Заподозрив неладное, Скандербег запретил своим людям преследовать турок и послал отряд всадников, чтобы вернуть войска на их места. Такая же ситуация сложилась и на левом фланге, и, когда все были на своих местах, армия готовилась к главному наступлению. Когда все началось, Тануш Топия и Моис Големи яростно повели фланги вперед, заставив османские фланги отступить. В центре Скандербег атаковал главные османские силы. Когда был дан соответствующий сигнал, 3000 всадников, спрятавшихся в лесу, выскочили и бросились в тыл османской армии, заставив большую часть турок разбежаться. Фланги албанской армии развернулись к флангам османского центра. Айдино Музаки, атаковав турецкий центр, встретил яростное сопротивление, и турки продолжали бросать в бой новые силы, пока не прибыл Врана Конти со своим резервом и не решил исход сражения. Главные силы османской армии были окружены и почти полностью уничтожены. Османский главнокомандующий Али-паша едва не был убит.

## После битвы
В сражении было убито от 8 000 до 22 000 турок-османов, а 2000 было взято в плен. Первоначально считалось, что албанцы потеряли всего лишь 120 человек, но современные источники указывают на более высокую цифру — 4 000 албанцев убитыми и ранеными. Скандербег молчал в своем лагере весь остаток дня и всю следующую ночь. Обратившись к своим войскам, он приказал пехоте сесть на захваченных лошадей. Трофеи были обильны, и даже раненые принимали участие в грабеже. После этого Скандербег приказал всем отступить к Круе. Победа Скандербега была воспета всей остальной Европой. Таким образом, европейские государства начали подумывать о крестовом походе с целью изгнать османов из Европы. Другой албанский дворянин Георгий Арианити в 1432—1435 годах одержал пять побед над турками-османами. Таким образом, албанцы были единственными европейцами, которым удалось победить турок-османов в нескольких сражениях и остановить их наступление.
Битва при Торвиолле открыла почти 40-летнюю войну между Лежской лигой албанских князей под руководством Скандербега и Османской империей.